# Günther Noll
Günther Noll (* 24. August 1927 in Staßfurt) ist ein deutscher Musikpädagoge und Hochschullehrer.

## Ausbildung und beruflicher Werdegang
Nach einer Ausbildung am Institut für Lehrerbildung in Staßfurt mit 1. und 2. Lehrerprüfung und anschließendem Schuldienst nahm er 1952–1956 das Studium der Schulmusik/Musikwissenschaft an der Humboldt-Universität zu Berlin auf mit Abschluss Staatsexamen für die Oberstufe.
Während seiner anschließenden Zeit als Wissenschaftlicher Assistent und Lektor an der Humboldt-Universität zu Berlin wurde er 1960 beim Musikpädagogen Fritz Reuter an der Pädagogischen Fakultät mit der Dissertation Untersuchungen über die musikerzieherische Bedeutung Jean-Jacques Rousseaus und seiner Ideen. Allgemeiner Überblick und spezielle Darstellung seiner Ziffernschrift als Anfang einer modernen Musikmethodik. Ein Beitrag zu ihrer Geschichte promoviert. 1961 übersiedelte er in die Bundesrepublik Deutschland. Hier wurde er Wissenschaftlicher Mitarbeiter des Deutschen Musikrates in der Verbindungsstelle für zwischenstaatliche Beziehungen (Köln 1962–1964). Nach 1. und 2. Philologischen Staatsprüfung für das Lehramt an höheren Schulen (Köln 1964) und anschließender schulischer Laufbahn bis zum Oberstudienrat ging er als Wissenschaftlicher Assistent und Dozent an die Pädagogische Hochschule Rheinland, Abteilung Bonn, wo er sich habilitierte und dann zum Wissenschaftlichen Rat und Professor ernannt wurde. Nach einem  Lehrauftrag an der Gesamthochschule Wuppertal (1973–1974) erfolgte
1976 seine Berufung zum ordentlichen Professor für Musik und ihre Didaktik mit dem Schwerpunkt Musikalische Volkskunde an der Abteilung Neuss der Pädagogischen Hochschule Rheinland und die Ernennung zum Direktor des Instituts für Musikalische Volkskunde. Mit der Überleitung der Abteilung Neuss an die Universität Düsseldorf, 1980, Lehrtätigkeit dort. 1985 erfolgte der Ruf an die Universität zu Köln und 1986 auch die Überleitung des Instituts für Musikalische Volkskunde. 1992 wurde er emeritiert.

## Wirken
Umfangreiche künstlerische Tätigkeit als Chorleiter und Ensembleleiter an Schulen und Hochschulen, zahlreiche Konzerte und Veranstaltungen, insbesondere mit dem Folklore-Ensemble Bonn 1966–1976. Leiter von Lehrerweiterbildungswochen, Referententätigkeit auf zahlreichen Tagungen und Kongressen, auch im Ausland. Initiator und Mitbegründer des Arbeitskreises „Forschung in der Musikerziehung“ (heute: „Arbeitskreis Musikpädagogische Forschung e.V.“), langjährige Tätigkeit im Vorstand. Erster Sprecher der Bundesfachgruppe Musikpädagogik (Zusammenschluss von Institutionen der Musiklehrerausbildung) 1972–1975, Vorstandsmitglied 1985–1989, Tagungsleiter. Mitarbeiter in hochschulcurricularen Fachgruppenkommissionen, Mitglied von Expertenkommissionen des Deutschen Musikrates. 1975–1980 Schriftleiter und Mitherausgeber der wissenschaftlichen Zeitschriften „Musik und Bildung“ sowie „Forschung in der Musikerziehung“, 1979–1992 Herausgeber von „ad marginem“. 1980–1984 Vorsitzender der Fachgruppe Musikpädagogik Nordrhein sowie 2. Vorsitzender der Landesfachgruppe NRW. 1985–1994 zweiter Vorsitzender der Arbeitsgemeinschaft für rheinische Musikgeschichte, 1994–1995 erster Vorsitzender. 1988–1996 Vorsitzender der Kommission für Lied-, Musik- und Tanzforschung (jetzt Kommission zur Erforschung musikalischer Volkskulturen) in der Deutschen Gesellschaft für Volkskunde.

## Ehrungen
- Verleihung der Ehrenmedaille der Universität Nantes (1983)
- Bundesverdienstkreuz am Bande (2. November 1995)[3]
- Festschrift (2002)

## Werke
Zahlreiche Publikationen in Musikalischer Volkskunde und Musikpädagogik mit den Schwerpunkten: Laienmusizieren; Liedforschung (Liedrezeption, Liedmonographie, Kinderlied, Dialektlied); Oppositionelles geistliches Jugendsingen in der DDR-Diktatur; Brauchforschung; Folkloreforschung; Straßenmusik; Unterrichts- und Curriculumforschung; Motivations- und Kreativitätsforschung; Improvisationsdidaktik; Historische Musikpädagogik; Musiklehrerausbildung; Schulbuch-Autor und -Herausgeber.